# 2K25 Krasnopol
2K25 Krasnopol är en rysk 152/155 mm kanonavfyrad, vingstabiliserad och laserstyrd spränggranat. Systemet styrs "automatiskt" mot målet, som belyses med laser, vanligtvis med hjälp av en observatör. Krasnopol-granater avfyras huvudsakligen från ryska bandkanoner som 2S3 Akatsija och 2S19 Msta-S och är avsedda att attackera små markmål såsom stridsvagnar, starka försvarspunkter eller andra signifikanta markmål som är synliga för observatören. Systemet kan användas mot både stationära och rörliga mål (förutsatt att dessa förblir inom observatörens synfält). Räckvidden är cirka 40 km.